# Libnotes (Libnotes) ferruginata
Libnotes (Libnotes) ferruginata is een tweevleugelige uit de familie steltmuggen (Limoniidae). De soort komt voor in het Australaziatisch gebied.